# 80 Korpus Strzelecki (ZSRR)
80 Korpus Strzelecki (ros. 80 стрелковый корпус)  – wyższy związek taktyczny Armii Czerwonej.
80 Korpus Strzelecki powstał w 1943. W czasie walk na ziemiach polskich 80 Korpus Strzelecki dowodzony był przez gen. mjra Wiktora Wierżbickiego. Uczestniczył m.in. w złamaniu oporu armii niemieckiej w Myśliborzu, Choszcznie i Dąbiu, przyczyniając się do zakończenia władzy III Rzeszy na tym terenie. Korpus szlak bojowy zakończył 4 maja 1945 
na zachód od Berlina, w rejonie Zernitz-Lohm, walcząc w składzie 61 Armii.

## Dowódcy korpusu
- gen. mjr Iwan Ragulia (20.09.1943 - 22.07.1944)
- gen. mjr Tichon Butorin (23.07.1944 - 03.10.1944)
- gen. mjr Wiktor Wierżbicki (04.10.1944 - 09.05.1945)[1]

## Struktura organizacyjna
Skład 16 kwietnia 1945:
- 212 Dywizja Piechoty
- 234 Dywizja Piechoty
- 356 Dywizja Piechoty